# Tushhan
Tushhan (Tushhum, Ziyaret Tepe) var en forntida assyrisk stad i nuvarande Diyarbakir-provinsen, i sydöstra Turkiet. 900–600 f.Kr. var Ziyaret Tepe provinshuvudstad.